# Pygospila tyres
Pygospila tyres là một loài bướm đêm trong họ Crambidae.

## Hình ảnh

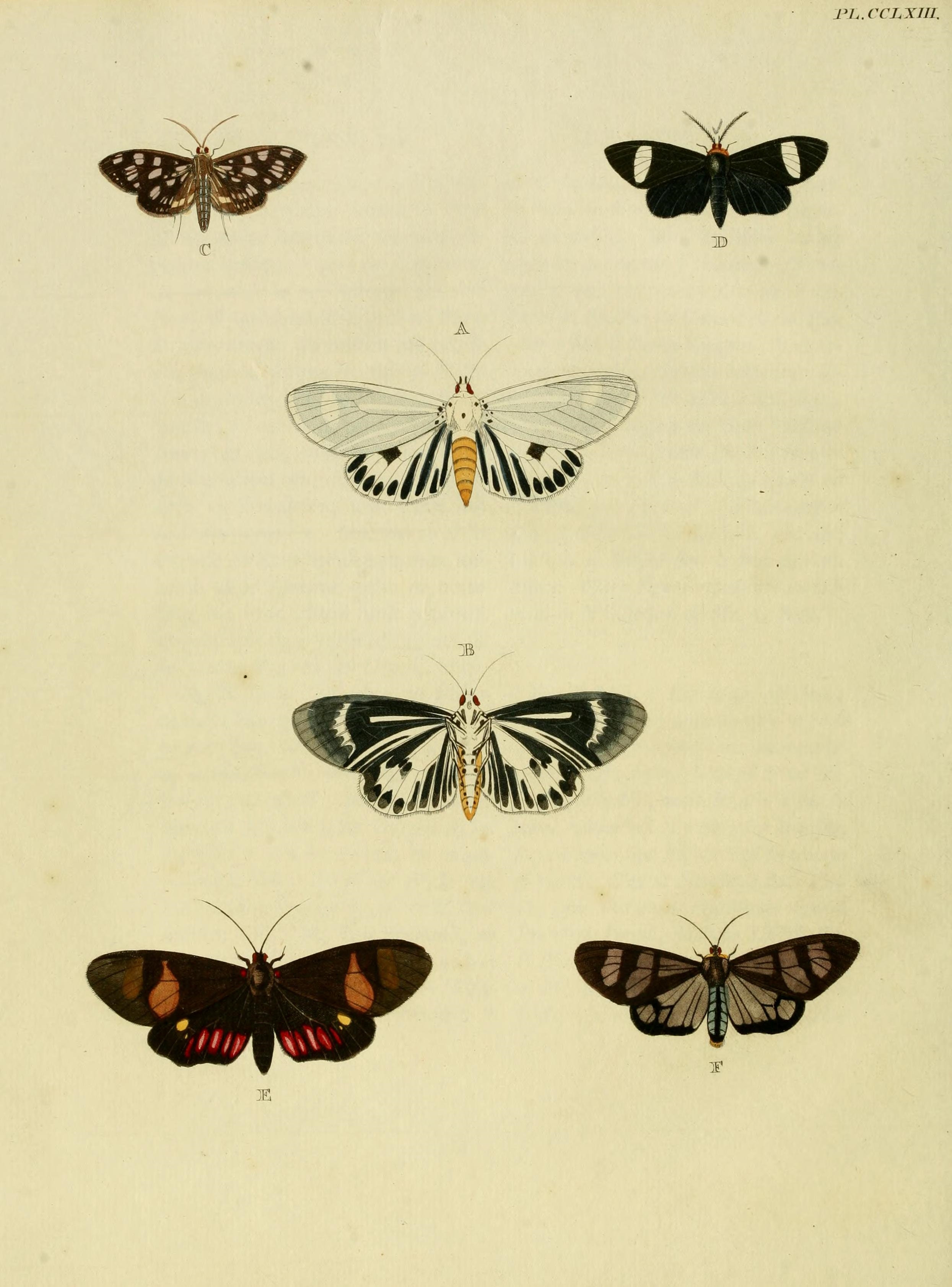
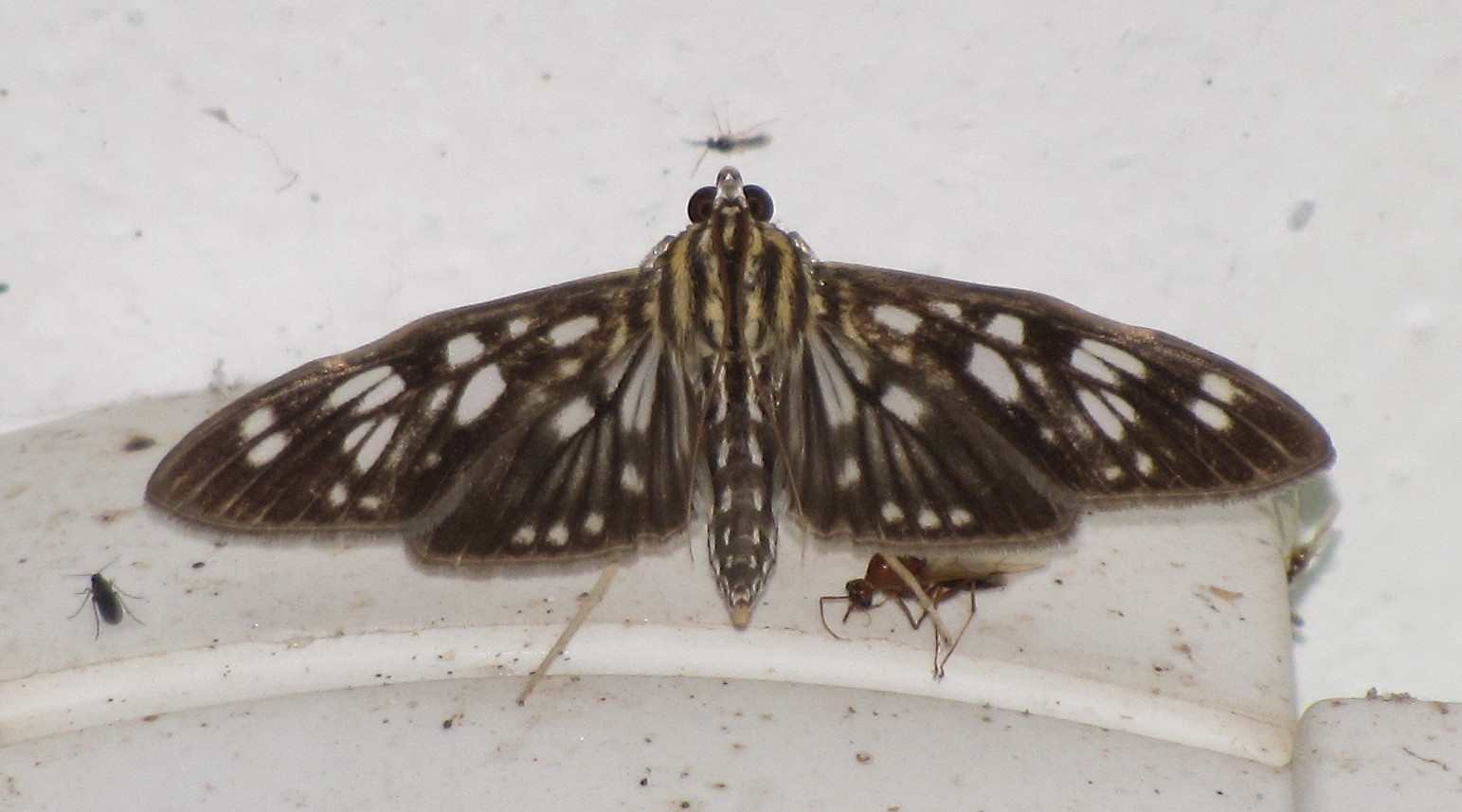